# Radunia
Die Radunia (deutsch Radaune; kaschubisch Reduniô) ist ein Fluss in Pomerellen in der polnischen Woiwodschaft Pommern.
Sie entspringt im Radaune-See (Jezioro Raduńskie Górne) bzw. Stendsitzer See (Jezioro Stężyckie) bei Stężyca (Stendsitz) im Zentrum der kaschubischen Schweiz. Forscher sind der Ansicht, dass der Name prußisch von „raudas“: rötlich abzuleiten sei (vgl. dazu lettisch „rauda“: Rotauge). Der prußische Name Raudune stammt aus dem Jahr 1316, während der Flussname in pommerellischen Urkunden bereits 1212 als Raduna auftaucht.
Die Radaune mündet bei Krępiec (Krampitz) in die  Mottlau (Motława), die wiederum bei Gdańsk (Danzig) in die Weichsel mündet. Die Länge der Radaune beträgt 103,2 km, die Fläche des Einzugsgebiets 837 km². Der Höhenunterschied von der Quelle bis zur Mündung beträgt 162 m. Zu den Städten am Fluss gehören Żukowo (Zuckau) und Pruszcz Gdański (Praust), eine Stadt mit ca. 22.000 Einwohnern.
Bekannter ist der Radaunekanal (Kanał Raduni), der im 14. Jahrhundert gebaut wurde, um Danzig mit Wasser zu versorgen. Er zweigt in der Nähe der Stadt Praust vom Fluss ab, führt direkt nach Danzig und hat dort bis 1945 die Große Mühle sowie etliche weitere Betriebe in der Danziger Altstadt getrieben. Nachdem er die Rechtstadt und die Altstadt in einem Bogen umfließt, mündet er nördlich der Altstadt in die Mottlau.
In den Jahren 1910–1937 wurden an der Radaune acht Wasserkraftwerke gebaut; ihre Gesamtleistung beträgt 14 MW.
Auf einem Teil des Flussverlaufs mit einer Länge von ca. 6 km wurde das Naturreservat Jar Rzeki Raduni gegründet. Seine Fläche beträgt 84,24 ha.